# Сорокалет Олександр Дмитрович
Олександр Дмитрович Сорокалет (нар. 27 березня 1959, Шостка, Сумська область, Українська РСР) — український радянський волейболіст, гравець збірної СРСР з волейболу (1982—1989 рр.), срібний призер Олімпійських ігор 1988 року в Сеулі, чемпіон світу 1982 року в Аргентині, чотириразовий чемпіон Європи, чотириразовий чемпіон СРСР, Заслужений майстер спорту СРСР (1982).

## Навчання
1971 року почав займатися волейболом у дитячій спортивній школі міста Шостка Сумської області у тренера Віктора Михайловича Волкова (заслужений учитель України, заслужений тренер України). Після закінчення середньої школи вступив до Вінницького політехнічного інституту і почав свою ігрову кар'єру, виступами за команду СКА (Вінниця). 1977 року перевівся до Одеського політехнічного інституту і виступав за «Політехнік» (Одеса).

## Спортивні виступи

### Клубні досягнення
З 1986 року виступав за команду ЦСКА.
Досягнення: чотириразовий чемпіон СРСР (1987—1990 рр.), триразовий володар Кубка європейських чемпіонів (1987—1989 рр.).
У складі збірної Української СРСР 1983 року став бронзовим призером Спартакіади народів СРСР.
З 1990 року грав за французькі клуби.

### Гра за збірну
У складі збірної СРСР в офіційних змаганнях виступав у 1982—1989 роках. Капітан збірної команди СРСР на Олімпійських іграх у Сеулі.
Досягнення:
- чемпіон
- триразовий чемпіон Європи (Чемпіонат Європи з волейболу серед чоловіків 1983 р.),
- Чемпіонат Європи з волейболу серед чоловіків 1985 р.;
- Чемпіонат Європи з волейболу серед чоловіків 1987 р.,
- Ігор доброї волі 1986 року,
- волейбольного турніру «Дружба-1984».

- срібний призер
- Олімпійських іграх 1988 року в Сеулі,
- чемпіон світу 1982 року,
- світового першості 1986 р.,
- Кубок світу з волейболу серед чоловіків 1985 р.;

- бронзовий призер
- Кубок світу з волейболу серед чоловіків 1989 року.
- призер розіграшів Кубка світу,

- учасник європейської першості 1989 року.

У наш час мешкає у Франції в регіоні Прованса.